# Tim Overdiek
Tim Overdiek (Oisterwijk, 2 april 1965) is een voormalig Nederlands journalist, die werkzaam was voor de NOS. Van december 2010 tot november 2013 was hij presentator van de middageditie van het Radio 1 Journaal, samen met Lucella Carasso.
Hij was vanaf 2008 tot eind september 2010 adjunct-hoofdredacteur bij NOS Nieuws, waarvan onder meer het NOS Journaal deel uitmaakt. Eerder was hij correspondent voor het NOS Journaal in Londen, en daarvóór was hij van 1999 tot 2005 correspondent voor het Radio 1 Journaal in Washington. Van 1995 tot '99 was hij freelance journalist in New York. 
Vanaf november 2013 was Overdiek samen met Wouter Bax werkzaam bij NOS.nl, waar hij als eindredacteur werkte aan de journalistieke ontwikkeling van de digitale activiteiten van NOS Nieuws.
In 2016 verliet Overdiek de journalistiek en werd therapeutisch coach met een praktijk in Amsterdam. In 2019 verscheen het boek Als de man verliest, omgaan met verdriet, tegenslag en rouw, dat hij schreef met Wim van Lent. 
In 2024 publiceerde hij het boek Zwijgende vaders, het onbekende verhaal van de dwangarbeid. Hij reconstrueert de oorlogsjaren van zijn vader Paul Overdiek en diens Brabantse kameraden, die tijdens de Tweede Wereldoorlog gedwongen tewerkgesteld werden in een staalfabriek in Krefeld.
In 2001 kreeg hij een eervolle vermelding van de Stichting Nipkow voor zijn correspondentenwerk in de Verenigde Staten.

## Persoonlijk leven
Overdiek heeft twee kinderen uit zijn huwelijk met de Amerikaanse schrijfster, linguïst en vertaalster Jennifer Nolan. Zijn vrouw overleed op 24 oktober 2009 na een ongeluk. Naar aanleiding van het ongeluk schreef Overdiek het boek Tranen van Liefde, dagboek van een weduwnaar.

## Bestseller 60
| Boeken met noteringen in de Nederlandse Bestseller 60 | Jaar van verschijnen | Datum van binnenkomst | Hoogste positie | Aantal weken | Opmerkingen |
| ----------------------------------------------------- | -------------------- | --------------------- | --------------- | ------------ | ----------- |
| Zwijgende vaders                                      | 2024                 | 05-04-2024            | 34              | 7            |             |

- Gemeinsame Normdatei: 143312928
- International Standard Name Identifier: 0000 0000 4791 0141
- Nederlandse Thesaurus van Auteursnamen: 15937278X
- Virtual International Authority File: 6713687